# 1985年太平洋颱風季
| 太平洋颱風季             |
| 主題頁 - 專題 - 編輯指南 |

1985年太平洋颱風季泛指在1985年全年內的任何時間，於赤道以北及國際換日線以西的太平洋水域，以及南中國海所產生的熱帶氣旋。雖然有關方面並沒有設下本颱風季的指定期限，但大部份於西北太平洋的熱帶氣旋通常都會於五月至十二月期間形成。。
本條目的範圍僅侷限於赤道以北及國際換日線以西的太平洋及南海的水域。於赤道以北及國際換日線以東的太平洋水域產生的風暴則被稱為颶風，並被列入1985年
以下各熱帶氣旋資訊以熱帶氣旋存在期間的最強形態為準。

## 已被國際命名的熱帶氣旋
在1985年，有29個熱帶低氣壓形成，其中有28個能升格至熱帶風暴或更高強度。

### 強烈熱帶風暴法比安 (Fabian)
PAGASA:Atring

### 颱風姬伊 (Gay)
PAGASA:Bining

### 颱風哈爾 (Hal)
- 香港懸掛之最高热带气旋警告信号： 八號西北烈風或暴風信號

6月19日，一熱帶低氣壓在馬尼拉以東860海里處形成，並命名為「哈爾」。
6月21日，哈爾已經迅速增強為颱風水平，並繼續向西北偏西方向移動，迫近呂宋；6月22日橫過呂未海峽和進入南海北部，但移動速度稍為減低至每小時18公里；6月23日橫過東沙群島，此時哈爾的強度更達至顛峰，最高持續風速達每小時150公里，即薩菲爾-辛普森颶風等級的第三級，但其後又很快地減弱；6月24日，由於影響西北太平洋的副熱帶高壓減弱東退，令哈爾在東沙西北海面突然向北移動，在中國惠州市惠東縣一帶登陸；6月25日，哈爾移入內陸，在同日晚上在珠江三角洲東北內陸消散。
哈爾是1985年吹襲華南沿岸和菲律賓最強的熱帶氣旋。單在菲律賓北部，哈爾為該地帶來強降雨，造成59人死亡，11000人無家可歸。
哈爾的暴風圈空前廣闊，自生成以來，其風暴圈一直處於固定和成熟的狀態；在哈爾進入呂宋海峽後，風眼更變得相當廣大，如果哈爾的風眼處於該狀態吹襲珠三角地區，更可以覆蓋整個珠江口。

### 颱風艾瑪 (Irma)
PAGASA:Daling

### 颱風傑夫 (Jeff)
PAGASA:Goring

### 強烈熱帶風暴李爾 (Lee)
PAGASA:Huling

### 颱風納爾遜 (Nelson)
PAGASA:Ibiang
納爾遜於關島附近海面形成後在那霸島南方向西北西進行，通過石垣島、台灣北部近海，經由馬祖南方進入福建。

### 颱風帕特 (Pat)
PAGASA:Luming

### 颱風戴絲 (Tess)
PAGASA:Miling
天文台在9月4日上午9時懸掛一號戒備信號，當時強烈熱帶風暴戴絲集結在香港東南約630公里。香港普遍受和緩東北風影響，黃昏風勢轉為清勁；天文台在9月4日下午9時10分改掛三號強風信號，當時戴絲集結在香港東南偏南約390公里。在9月5日，戴絲增強為颱風並向西北偏北移動，更接近香港，香港風力普遍受偏東強風影響。同日下午離岸已經受烈風影響，黃昏轉吹東南風；天文台在9月6日上午1時10分改掛八號東南烈風或暴風信號，當時戴絲集結在香港西南約200公里。戴絲亦在不足一小時後最接近香港，於香港西南190公里掠過。在6日早上初段時間，天星碼頭錄得每小時最高持續風速及最高陣風分別為每小時70及139公里，而維港西面的青州亦錄得每小時163公里的最高陣風。
戴絲在6日早上6時於陽江附近減弱為一強烈熱帶風暴，天文台亦在6時10分改掛三號強風信號。香港風力逐漸緩和；天文台亦在6日下午2時除下所有信號，當時戴絲集結在香港以西約300公里的廣東西部陸地上。天文台在9月5日下午6時左右測得最低瞬時海平面氣壓995.5百帕斯卡，當時戴絲集結在香港西南偏南240公里。

### 熱帶風暴華爾 (Val)
PAGASA:Narsing

### 颱風布倫達 (Brenda)
PAGASA:Pining

### 颱風賽西爾 (Cecil)
PAGASA:Rubing

### 颱風黛蒂 (Dot)
PAGASA:Saling

### 颱風菲爾 (Faye)
PAGASA:Tasing

### 颱風荷貝 (Hope)
PAGASA:Unsing

## 未被國際命名的熱帶氣旋
在1985年，雖然有大多數的熱帶氣旋已被命名，仍然還有少數沒被命名的熱帶低氣壓。以下列出那些熱帶氣旋的資料。

### 熱帶風暴
PAGASA:Kuring

## 熱帶氣旋名單
| - Andy 18W - Brenda 19W - Cecil 20W - Dot 21W - Ellis 22W - Faye 23W - Gordon 24W - Hope 25W - Irving 26W - Judy - Ken - Lola - Mac - Nancy - Owen - Peggy - Roger - Sarah - Tip - Vera - Wayne | - Abby - Ben - Carmen - Dom - Ellen - Forrest - Georgia - Herbert - Ida - Joe - Kim - Lex - Marge - Norris - Orchid - Percy - Ruth - Sperry - Thelma - Vernon - Wynn | - Alex - Betty - Cary - Dinah - Ed - Freda - Gerald - Holly - Ian - June - Kelly - Lynn - Maury - Nina - Ogden - Phyllis - Roy - Susan - Thad - Vanessa - Warren | - Agnes - Bill - Clara - Doyle - Elsie 1W - Fabian 2W - Gay 3W - Hal 5W - Irma 6W - Jeff 7W - Kit 8W - Lee 9W - Mamie 10W - Nelson 11W - Odessa 12W - Pat 13W - Ruby 14W - Skip 2C - Tess 15W - Val 16W - Winona 17W |